# Кезекрайнер

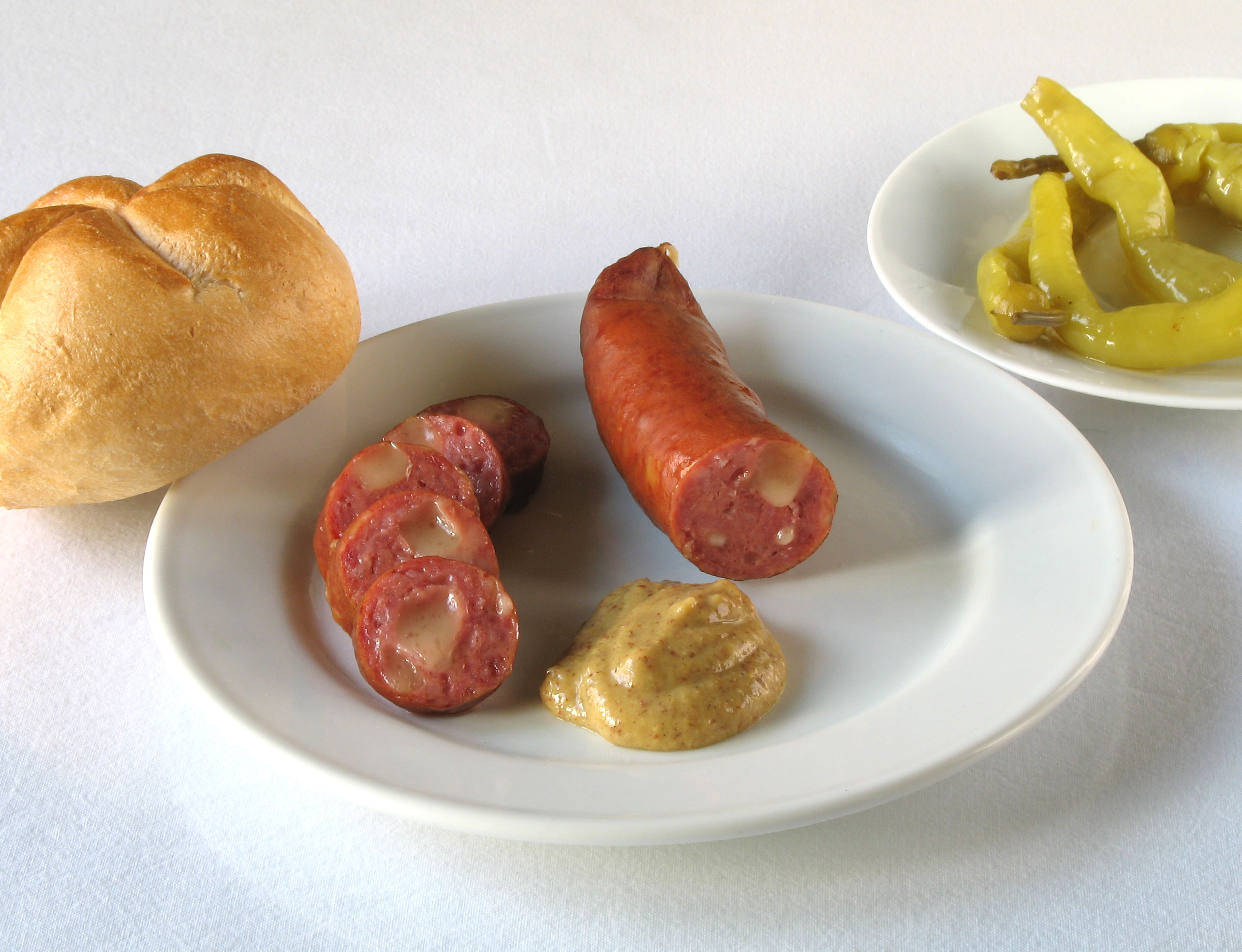
Кезекрайнер со сладкой горчицей и пеперони

Кезекрайнер (нем. Käsekrainer) — австрийская подкопчёная сосиска из свиного фарша грубого помола с включениями порезанного кубиками сыра (эмменталь), составляющими в фарше 10—20 %. Кезекрайнер обычно подают в горячем виде нарезанным на маленькие кусочки с горчицей или хреном. Является вариантом крайнера, или краньской колбасы.

## История
Автор рецепта, мясник Франц Тальхаммер, представил новый продукт в 1971 году в Бухкирхене. Тальхаммер экспериментировал со штирийским рецептом крайнера и сыром эмменталь, новое блюдо вскоре поступило в продажу в магазины Вены под названием Kasamandl. Через три месяца все венские мясники стали предлагать эту новинку.
По другой версии рецепт кезекрайнера появился в начале 1970-х в Зальцбурге, его автором был Хельмут Брандль, коммерческий директор и закупщик Radatz. Он предложил добавить в обычный фарш для крайнера кусочки эмменталя. Эта сосиска не стала популярной, так как в то время в сосисочных Австрии в качестве подогрева блюд использовали только горячую воду.
В 1980-х годах сосисочная в Пратере первой стала использовать кроме варки жарку на гриле. Вскоре остальные сосисочные Вены последовали её примеру, а кезекрайнер стала одной из самых популярных сосисок в Австрии.

## Приготовление

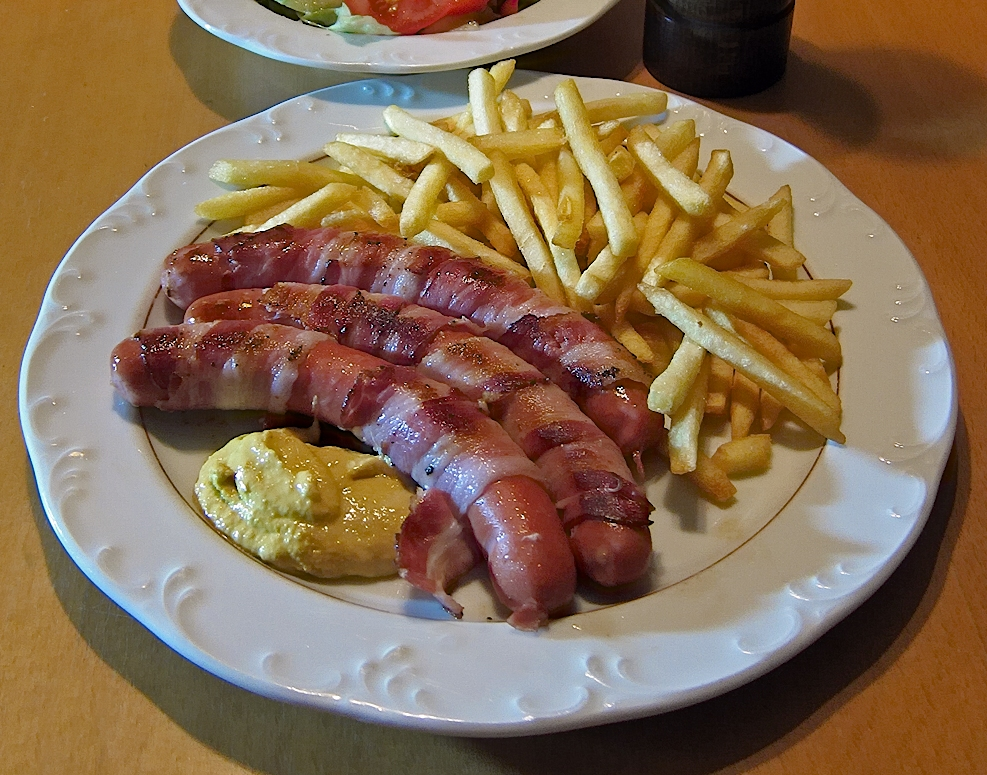
Бернские колбаски с картофелем фри и горчицей

Кезекрайнер варят, жарят или запекают на гриле.
В оригинальном рецепте кезекрайнер подают нарезанной на небольшие кусочки с ломтем хлеба, горчицей и тертым хреном, иногда можно встретить подачу с горчицей и кетчупом или посыпанной порошком карри.
Перед обжариванием колбасу часто накалывают в нескольких местах, чтобы во время обжарки из неё мог вытечь сыр и запечься, образовав таким образом хрустящую корочку Käsefusserl (сырная ножка).
Также часто встречается своеобразный хотдог с кезекрайнером, когда поджаренная сосиска помещается в отверстие в белом хлебе и поливается горчицей и/или кетчупом. В отличие от классического хотдога в данном случае булочка не разрезается вдоль, а как бы выдалбливается изнутри. Подобный хотдог с сосиской босна с сыром в Австрии называется кафка.
Не следует путать кезекрайнер с бернскими колбасками (Berner-Würstel), которая представляет собой поджаренную венскую сосиску, начинённую сыром и обернутую беконом.

## Название
Käsekrainer означает на немецком буквально сырная краньская колбаса. В апреле 2012 года Словения подала заявку на внесение названия краньская колбаса в регистр продуктов, защищённых по географическому признаку (PGI). Регистрация названия в европейской комиссии поставила под вопрос правомерность названия «кезекрайнер». 15 июня 2012 года Австрия и Словения смогли достичь компромисса, Словения сохранила за собой название краньская колбаса, Австрия же получила право дальше использовать названия «крайнер» (Krainer) и «кезекрайнер» (Käsekrainer).
На венском диалекте кезекрайнер носит название Eitrige (от нем. Eiter — гной). Эта колбаса упоминается в классическом примере венского диалекта, показывающий фонетические и лексические особенности.
Венский: a Eitrige mit an Schoafn, an Bugel und an 16er-Blech
Немецкий: eine Käsekrainer mit scharfem Senf, einem Brotanschnitt und eine Dose Ottakringer Bier
Перевод: одну колбасу кезекрайнер с острой горчицей, ломтем хлеба и банкой пива Ottakringer